# Jean-Baptiste Colbert de Seignelay
 (juillet 2012).
Pour les articles homonymes, voir Colbert.
Pour les autres membres de la famille, voir Famille Colbert.
Jean-Baptiste Antoine Colbert, marquis de Seignelay et de Châteauneuf-sur-Cher, baron de Lignières, est un homme politique français né le 1er novembre 1651 à Paris et mort le 3 novembre 1690. Secrétaire d’État de la Marine entre 1683 et 1690, il est le fils du marquant ministre Jean-Baptiste Colbert.

## Biographie
Seignelay était le fils aîné de Jean-Baptiste Colbert (1619-1683) qui en fait son successeur. Il fait ses études chez les Jésuites sous la direction du Père Bouhours en 1664. Colbert obtient pour lui de Louis XIV la survivance de ses charges (février 1669) et entreprend de le préparer lui-même à les exercer. Il lui fait faire un voyage à Rochefort en juillet 1670 pour apprendre le métier de marin avec Colbert du Terron, l'envoie en Provence en 1671 pour s'informer sur les galères et les questions commerciales avec le Levant, en Italie, en Hollande et en Angleterre, où il retourne en janvier 1672.
Le 23 mars 1672, il est admis auprès du roi pour assister son père dans les affaires de la marine, suivre les affaires courantes et signer les dépêches. Nommé Grand Trésorier de l'ordre du Saint-Esprit en 1675, il est chargé, l'année suivante, d'organiser à Marseille les approvisionnements de la flotte et de l'armée envoyées en Sicile. Il accompagne le roi en Lorraine et devant Ypres en 1678 et va signer à Munich, le 30 décembre 1679, le contrat de mariage du Dauphin avec Marie-Anne de Bavière.
Le 6 septembre 1683, à la mort de son père, Seignelay lui succède comme secrétaire d’État de la Marine de Louis XIV. Il occupe cette fonction jusqu'à sa mort prématurée en 1690, à l'âge de trente-neuf ans, d'une crise cardiaque.
Il rédige l’Ordonnance royale de Louis XIV ou Édit royal de mars 1685 touchant la police des îles de l'Amérique française et poursuit l'œuvre de son père en mettant la marine française en état de rivaliser avec les flottes anglaise et hollandaise et en préparant les grandes campagnes navales. Entre 1660 et 1690, sous la direction des Colbert, père et fils, la marine royale est passée de dix-huit vaisseaux et dix galères à 125 vaisseaux et les arsenaux d'État sont complètement restructurés.
En mai 1684, avec Duquesne, il participe au bombardement de Gênes. Il est nommé ministre d'État en 1689.
Le 3 juillet 1689, il reçoit l'ordre de se rendre à Brest où les flottes - Méditerranée et Brest -devaient faire leur jonction avant l'affrontement avec la flotte Anglo-Hollandaise. Il est alors chargé  de remettre une lettre du roi au maréchal d'Estrées le déchargeant de son commandement naval. Tourville n'arrivera en rade de Brest que le 30 juillet.
Il participe également en personne, quoique moribond, à la bataille victorieuse du cap Béveziers (Beachy Head) à l'est de l'île de Wight, remportée par Tourville sur les Anglo-Hollandais le 11 juillet 1690.
Rival de Louvois, comme son père, il bénéficie de l'appui de Madame de Maintenon, maîtresse puis femme de Louis XIV.
Mort à 39 ans le 3 novembre 1690, il est identifié comme le premier cas de mort subite, parmi les personnes célèbres, survenus à la cour de Louis XIV, suivies de celles de Louvois (1641-1691) et de Philippe d'Orléans (1640-1701). Le marquis de Seignelay est autopsié par le Dr Pierre Dionis en présence du Guy-Crescent Fagon, premier médecin du roi. Mentionnée comme mort subite, le médecin décrit l'évolution de la maladie du patient sur une année. Avec les évolutions médicales, une analyse rétrospective est réalisée sur la base des documents existants par le Pr Roger Rullière, en 1984, en diagnostiquant que la mort du marquis de Seignelay est due aux suites d'une affection cardiaque et que son jeune âge ne permet pas d'évaluer la pathologie coronaire. En effet, à cette époque, le cardiologue Raymond Vieussens fait ses recherches sur les maladies cardiaques.

### Mariages et descendance

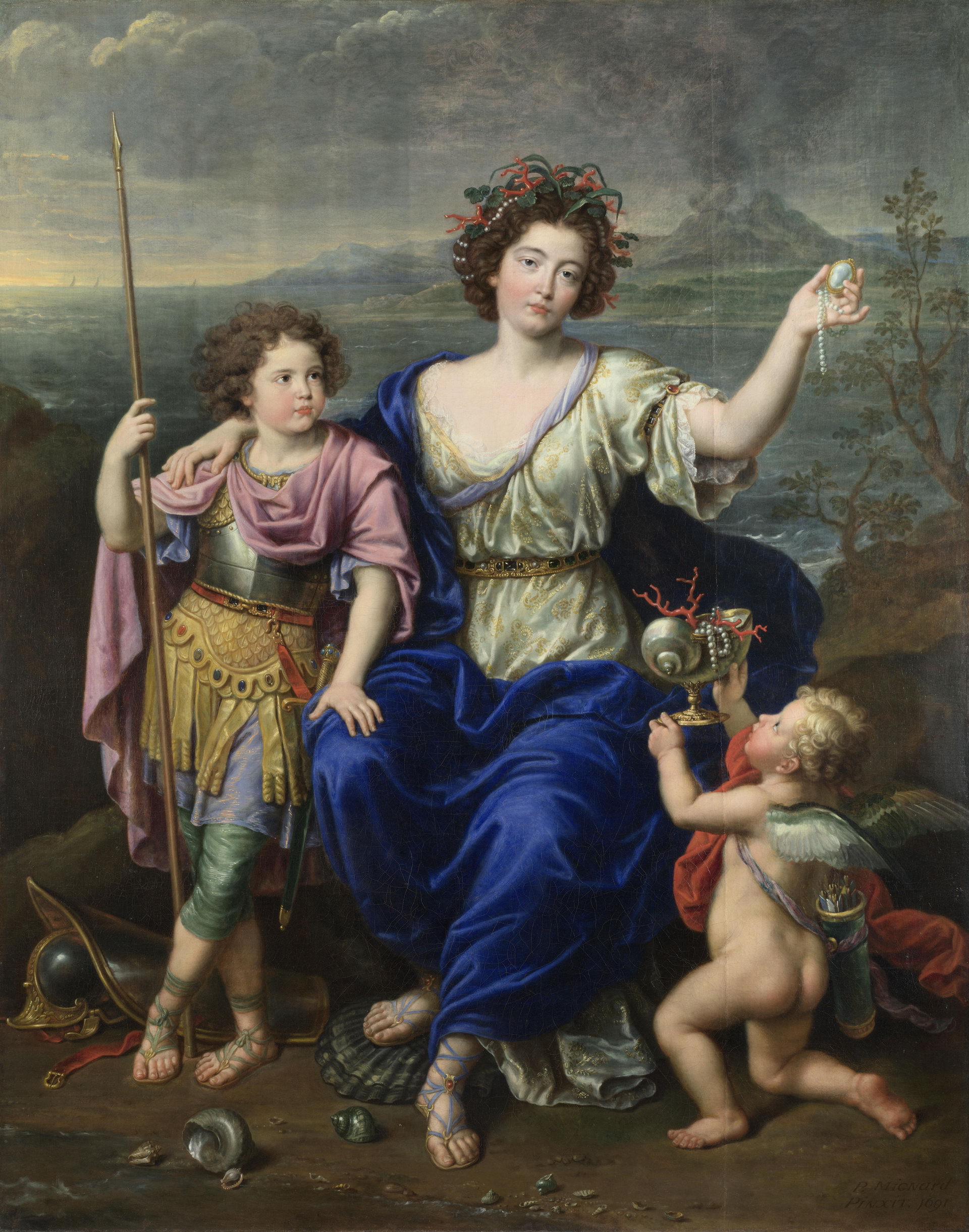
« La Marquise de Seignelay et deux de ses fils » par Pierre Mignard (1691)
Londres, National GalleryCatherine-Thérèse de Matignon, Marie-Jean-Baptiste (?) et Théodore Alexandre (?)

1. Seignelay épouse en premières noces, le 8 février 1675, Marie-Marguerite d'Alègre, dame de Blainville, fille de Claude-Yves de Tourzel, marquis d'Allègre, et de Marguerite-Gilberte de Roquefeuil. Elle meurt en 1678. Leur fille Jeanne-Marguerite Colbert (novembre 1676-avril 1680), marquise d'Alègre et dame de Blainville, meurt dans sa petite enfance ; son père le marquis de Seignelay hérite d'elle pour Blainville (et transmet cette terre à son fils aîné ci-dessous, issu de son 2° lit, d'où succession chez les Montmorency), mais la famille d'Alègre récupère le marquisat d'Allègre.
2. Il se remarie le 6 septembre 1679 avec Catherine-Thérèse de Goüyon de Matignon-Thorigny (1662-1699), fille d'Henri de Goyon, sire de Matignon, comte de Thorigny et de Gacé, marquis de Lonrai, gouverneur de Granville, Cherbourg, Saint-Lo, et Marie-Françoise Le Tellier de La Luthumière. Elle descend de Léonor d'Orléans-Longueville, comte de Tancarville et seigneur de Gournay. De cette seconde union naissent cinq fils :

- Marie Jean-Baptiste Colbert de Seignelay (1683-1712), marquis de Seignelay, comte de Tancarville et de Gournay, sire de Blainville, époux en 1708 de Marie-Louise-Maurice de Fürstenberg (1688-1749), et père d'Anne-Sophie Colbert, dame de Lonrai (1711-1747), mariée en 1724 avec Charles II de Montmorency-Luxembourg : d'où postérité dans les Montmorency-Beaufort ;
- Paul Édouard Colbert de Seignelay (1686-1756), comte de Creuilly et seigneur du duché d'Estouteville, marié en 1713 avec Anne-Marie-Thérèse Spinola, fille du prince Jean-Baptiste Spinola ;
- Louis Henri Charles Colbert de Seignelay (†1705), présenté dans l'ordre de Saint-Jean de Jérusalem en 1690[3] ;
- Charles Léonor Colbert de Seignelay (1689-1747), comte de Seignelay, x 1o 1717 Anne, † 1719, fille de François-Sigismond de Tour-et-Taxis (d'où Elisabeth-Pauline-Gabrielle Colbert, x 1736 François-Pierre-Charles d'Esparbès d'Aubeterre), puis x 2o 1726 Marie-Renée de Gontaut-Biron, dont Louis-Jean Baptiste-Antonin Colbert marquis de Seignelay (1732-1813 ; x 2o 1770 Catherine-Pauline de Béthune-Chabris, d'où Armand-Marie-Louis Colbert de Seignelay, 1771-1826) ;
- Théodore Alexandre Colbert de Seignelay (1690-1695), comte de Ligny.

En 1683, Seignelay hérite du domaine de Sceaux.

## Hommages
- La marine française a donné le nom Le Seignelay à un cuirassé dans les années 1880.
- En 1675, Nicolas Boileau lui dédie sa neuvième Épître « Rien n'est beau que le vrai ».

### Sources et bibliographie
- Jean Baptiste Colbert, marquis de Seignelay, dans Charles Perrault, Les Hommes illustres qui ont paru en France pendant ce siècle, chez Antoine Dezallier, 1700, tome 2, p. 49-50 (lire en ligne)
- Laurent Dingli, Colbert, marquis de Seignelay. Le fils flamboyant, Paris, éditions Perrin, 1997,  (ISBN 2-262-01341-1)
- Jean-Philippe Zanco, Dictionnaire des Ministres de la Marine 1689-1958, S.P.M. Kronos, Paris 2011.
- Michel Vergé-Franceschi (dir.), Dictionnaire d'histoire maritime, Paris, éditions Robert Laffont, coll. « collection Bouquins », 2002, 1508 p. (ISBN 2-221-08751-8)
- Lucien Bély (dir.), Dictionnaire Louis XIV, Paris, éditions Robert Laffont, coll. « Bouquins », 2015, 1405 p. (ISBN 978-2-221-12482-6)
- Étienne Taillemite, Dictionnaire des marins français, Paris, éditions Tallandier, 2002, 573 p. (ISBN 2-84734-008-4)
- Patrick Villiers, Jean-Pierre Duteil et Robert Muchembled (dir.), L'Europe, la mer et les colonies : XVIIe – XVIIIe siècle, Paris, Hachette supérieur, coll. « Carré histoire », 1997, 255 p. (ISBN 2-01-145196-5)
- Patrick Villiers, La France sur mer : De Louis XIII à Napoléon Ier, Paris, Fayard, coll. « Pluriel », 2015, 286 p. (ISBN 978-2-8185-0437-6)
- Jean Meyer et Martine Acerra, Histoire de la marine française : des origines à nos jours, Rennes, éditions Ouest-France, 1994, 427 p. (ISBN 2-7373-1129-2)
- Rémi Monaque, Une histoire de la marine de guerre française, Paris, éditions Perrin, 2016, 526 p. (ISBN 978-2-262-03715-4)
- Louis de la Roque, Catalogue des chevaliers de Malte, appelés successivement Chevaliers de l'Ordre Militaire et Hospitalier de Saint-Jean de Jérusalem, de Rhodes, de Malte - 1099-1800, Alp. Desaide, Paris, 1891,